# Skeidshornet
Skeidshornet är en bergstopp i Antarktis. Den ligger i Östantarktis. Norge gör anspråk på området. Toppen på Skeidshornet är 2 725 meter över havet, eller 521 meter över den omgivande terrängen. Bredden vid basen är 3,3 km.
Terrängen runt Skeidshornet är huvudsakligen kuperad, men norrut är den bergig. Trakten är obefolkad. Det finns inga samhällen i närheten.